# 暨阳县 (西晋)
暨阳县或作既阳县，中国古县名，在今江苏省南部境内。
西晋太康二年（281年）分无锡、毗陵二县置，属毗陵郡。中国学界对县治所在有两种说法，一是，江阴市长寿镇（已并入周庄镇）境内。二是，张家港市政府所在地杨舍镇。有现代研究者指出，梁丰县治在杨舍镇，梁丰县治建于暨阳之墟:66—67。
南朝宋时属晋陵郡。南梁绍泰元年（555年），废暨阳县。次年，于暨阳之墟设立梁丰县。隋朝时废。唐朝武德三年（620年）复置，属常州。九年（626年），废入江阴县:66—67。